# Olivier Irabaruta
Olivier Irabaruta (25 agosto 1990) è un mezzofondista e maratoneta burundese.

## Biografia
È detentore del record nazionale del Burundi per la maratona.
Nel 2016 è stato portabandiera per il Burundi alla cerimonia di apertura dei Giochi della XXXI Olimpiade a Rio de Janeiro.
Nel 2018 si è piazzato 54º ai mondiali di mezza maratona di Valencia, correndo in un tempo di 1h03'23".

## Palmarès
| Anno | Manifestazione             | Sede           | Evento         | Risultato | Prestazione | Note                                     |
| ---- | -------------------------- | -------------- | -------------- | --------- | ----------- | ---------------------------------------- |
| 2009 | Mondiali di cross          | Amman          | Corsa juniores | 22º       | 24'25"      |                                          |
| 2010 | Campionati africani        | Nairobi        | 5000 m piani   | 13º       | 14'09"25    |                                          |
| 2012 | Campionati africani        | Porto-Novo     | 5000 m piani   | 5º        | 13'43"03    |                                          |
| 2012 | Campionati africani        | Porto-Novo     | 10000 m piani  | 6º        | 28'17"77    |                                          |
| 2012 | Giochi olimpici            | Londra         | 5000 m piani   | Batteria  | 13'46"25    |                                          |
| 2013 | Giochi della Francofonia   | Nizza          | 10000 m piani  | Argento   | 28'53"34    |                                          |
| 2014 | Campionati africani        | Marrakech      | 5000 m piani   | 6º        | 13'46"21    |                                          |
| 2014 | Campionati africani        | Marrakech      | 10000 m piani  | 7º        | 28'39"26    |                                          |
| 2015 | Mondiali di cross          | Guiyang        | Corsa seniores | 63º       | 38'38"      |                                          |
| 2015 | Giochi panafricani         | Brazzaville    | 5000 m piani   | dns       | dns         |                                          |
| 2015 | Giochi panafricani         | Brazzaville    | 10000 m piani  | 10º       | 29'17"18    |                                          |
| 2016 | Giochi olimpici            | Rio de Janeiro | 5000 m piani   | Batteria  | 13'44"08    |                                          |
| 2016 | Giochi olimpici            | Rio de Janeiro | 10000 m piani  | 27º       | 28'32"75    |                                          |
| 2017 | Mondiali di cross          | Kampala        | Corsa seniores | 54º       | 31'02"      |                                          |
| 2018 | Mondiali di mezza maratona | Valencia       | Individuale    | 54º       | 1h03'23"    |                                          |
| 2019 | Mondiali di cross          | Aarhus         | Corsa seniores | 57º       | 34'25"      |                                          |
| 2019 | Mondiali                   | Doha           | Maratona       | dnf       | dnf         |                                          |
| 2021 | Giochi olimpici            | Tokyo          | Maratona       | 39º       | 2h17'44"    | Miglior prestazione personale stagionale |
| 2022 | Mondiali                   | Eugene         | Maratona       | 32º       | 2h12'00"    |                                          |
| 2023 | Mondiali                   | Budapest       | Maratona       | dnf       | dnf         |                                          |

## Altre competizioni internazionali
2014
- Bronzo alla Mezza maratona di Arezzo ( Arezzo) - 1h03'08"
- 15º al Cross de l'Acier ( Leffrinckoucke) - 29'47"

2015
- Oro alla Dieci miglia di Maria Luigia ( Colorno) - 48'45"
- 5º al Memorial Peppe Greco ( Scicli) - 30'51"
- 8º alla We Run Rome ( Roma) - 29'15"
- 18º alla Scalata al Castello ( Arezzo) - 31'15"
- 6º alla Amatrice-Configno ( Amatrice), 8,4 km - 24'45"
- 4º alla Cinque Mulini ( San Vittore Olona) - 34'16"

2016
- Argento alla Mezza maratona di Fucecchio ( Fucecchio) - 1h02'54"
- Oro alla Dieci Miglia di Maria Luigia ( Colorno) - 48'36"
- Argento al Giro dei Tre Monti ( Imola), 15,3 km - 47'49"
- Argento alla Foulées de la Presse de la Manche ( Cherbourg), 11 km - 32'34"
- Oro alla We Run Rome ( Roma) - 28'46"
- Oro alla Kocaeli Cumhuriyet Kosusu ( Kocaeli) - 29'38"
- 12º al Cross Ouest-France ( Le Mans) - 31'32"

2017
- Oro alla Mezza maratona Città Murata ( Cittadella) - 1h03'36"
- 5º al Campaccio ( San Giorgio su Legnano) - 29'08"
- Argento al Cross della Vallagarina ( Villa Lagarina) - 27'27"

2018
- Argento alla Maratona di Porto ( Porto) - 2h09'48"
- 4º alla Mezza maratona di Udine ( Udine) - 1h03'49"
- Oro alla Mezza maratona di Trieste ( Trieste) - 1h03'01"
- 11º alla BOclassic ( Bolzano) - 30'01"

2019
- 15º alla BOclassic ( Bolzano) - 30'22"

2020
- 7º alla Corrida di San Geminiano ( Modena), 13,1 km - 40'54"[1]
- Oro alla Roma riparte ( Roma) - 29'17"

2021
- 4º alla Giulietta&Romeo Half Marathon ( Verona) - 1h04'24"
- 4º alla Mezza maratona di Trieste ( Trieste) - 1h05'08"
- Argento al Giro podistico internazionale di Castelbuono ( Castelbuono) - 35'20"
- 12º al Giro al Sas ( Trento) - 30'22"

2022
- 15º alla Maratona di New York ( New York) - 2h20'14"
- Argento alla Maratona di Zurigo ( Zurigo) - 2h07'13"

2023
- 12º al Cross della Vallagarina ( Villa Lagarina) - 28'46"

2024
- 7º alla Stramilano ( Milano) - 1h02'55"
- 9º al Cross della Vallagarina ( Villa Lagarina) - 28'53"